# بخش کوتا
بخش کوتا (به انگلیسی: Kota district) یک منطقهٔ مسکونی در هند است که در Kota division واقع شده‌است. بخش کوتا ۵٬۲۱۷ کیلومتر مربع مساحت و ۱٬۹۵۱٬۰۱۴ نفر جمعیت دارد.